# Grevillea whiteana
Grevillea whiteana, conocida en su lugar de origen como "mundubbera grevillea", es un arbusto erecto o pequeño árbol que es endémico de Queensland. 

## Características
La especie alcanza entre 2 y 9 metros de altura. Sus flores de color crema se producen desde el temprano otoño hasta mediados de la primavera.

## Taxonomía
El tipo espécimen fue obtenido de Glenwood Station, 48.3 kilómetros al sudoeste de Mundubbera en 1974. La especie formalmente descrita en 1986 por el botánico Donald McGillivray, quien le dio el nombre de Grevillea whiteana. 

## Distribución
La especie se desarrolla en el sudoeste de Queensland desde Boondooma hasta  Mundubbera y también en el Mt Walsh cerca Biggenden.

## Taxonomía
Grevillea whiteana fue descrita por Carl Meissner y publicado en Prodromus Systematis Naturalis Regni Vegetabilis 14: 374. 1856.
Etimología
Grevillea, el nombre del género fue nombrado en honor de Charles Francis Greville, cofundador de la Real Sociedad de Horticultura.
whiteana, epíteto